# 蝶 (Acid Black Cherryの曲)
「蝶」（ちょう）は、Acid Black Cherryの13枚目のシングル。2011年11月16日にmotorodから発売された。

## 概要
9月より5ヶ月連続で発売されるシングル第3弾。
通常盤、5万枚数量限定盤、TSUTAYA RECORDS限定盤の3形態で発売され、通常盤と5万枚数量限定盤には、5ヶ月連続シングル＆2012年発売3rdアルバム6作品連動応募特典Acid Black Cherry握手会へ合計40,000名様ご招待の応募シリアルが、TSUTAYA RECORDS限定盤には全4種からなるABCオリジナルトレカ1枚がそれぞれ封入されている。TSUTAYA RECORDS限定盤は『ABC Dream CUP 2011』を記念し、TSUTAYA RECORDS限定でサンクス フォー ユー スペシャルプライスでの発売だが、5ヶ月連続シリアル及び2012年発売3rdアルバム連動特典の応募シリアルは封入されていない。
カップリングには"Recreation Track"として、1993年にリリースした、久宝留理子の楽曲「「男」」のカバーが収録されているが、これはyasuの知人、友人がこれを歌うとイメージに合致するという意見が多く、曲調も彼の楽曲と似ていたために採用された。
PV撮影についてyasuは「男性モデルが『イケてるかわいい男の子』という部分を一生懸命探しました」と語っている。決定した男性モデルは北村諒。

## 収録曲

### 通常盤
1. 蝶 [4:53]
作詞・作曲・編曲：林保徳
前作「シャングリラ」と違い、妖艶さを醸し出しており[1]、歌詞も女性が愛にハマっていく描写が女性目線で書かれている[1]。yasuが得意とするジャズテイストな楽曲。
2. 「男」【Recreation Track】 [4:13]
作詞：久宝留理子、作曲：伊秩弘将、編曲：是永巧一

### 5万枚数量限定盤
1. 蝶（music clip）
2. OFF SHOT

### TSUTAYA RECORDS限定盤
1. 蝶